# Бэринг, Ивлин, 1-й граф Кромер
Ивлин Бэринг, 1-й граф Кромер (англ. Evelyn Baring, 1st Earl of Cromer; 26 февраля 1841, Кромер, Норфолк — 29 января 1917, Лондон) — английский политический деятель, почётный член Британской академии (1916).

## Биография
Бэринг был шестым (восьмым) сыном Генри Бэринга и его 2-й жены Сесилии Энн (урождённой Уиндхэм; Cecilia Anne Windham). После смерти отца в 1848 году, 7-летний Эвелин был направлен в школу-интернат. Когда ему было 14 лет, он поступил в Королевскую военную академию, которую окончил в 17 лет со званием лейтенанта Королевской артиллерии.
Позже — Генеральный контролер Египта и зоны Суэцкого канала, один из основателей египетской хлопковой индустрии .

## Награды
- Орден Заслуг (Великобритания) (1906)
- Медаль Альберта (Королевское общество искусств) (1907)